# Terina meliorata
Terina meliorata là một loài bướm đêm trong họ Geometridae.